# Razzaza-See
Der Razzaza-See (arabisch بحيرة الرزازة, DMG Buḥairat ar-Razzāza, auch Buhairat al-Milh) ist der südlichste der größeren Seen im zentralen Irak. Er liegt südwestlich von Bagdad bei Kerbela in den Gouvernements Kerbela und al-Anbar. Die anderen beiden Seen sind der Tharthar-See, welcher der größte ist, und der al-Habbaniyya-See, der kleinste und in der Mitte gelegene.
1955 wurde das Ramadi-Stauwehr am Euphrat gebaut, um Wasser in die Habbaniyya-Depression zu leiten. Bei sehr großem Hochwasser wurde das Wasser durch einen Kanal und den Muddschara-Regulator in die größere Abu-Dibbis-Depression weiter geleitet. Daraus entstand der abflusslose Razzaza-See.
Der Speicherraum des Razzaza-Sees beträgt 26 Mrd. m³, der al-Habbaniyya-See und der Razzaza-See können zusammen 29,30 Mrd. m³ fassen. Die Bauwerksdaten in der Tabelle beziehen sich auf das Ramadi-Stauwehr.